# 延原景能
延原 景能 （のぶはら かげよし）は、戦国時代から安土桃山時代にかけての武将。浦上氏の家臣。姓は信原と表記されることもある。

## 出自
備前国の浦上則宗の代から仕える備前延原氏の出身。延原氏は応仁の乱後に浦上則宗の片腕として備前守護代なども務めた浦上基景の時代から大田原氏と共に浦上家臣として名がある一族である。

## 生涯

### 浦上家臣時代
天文年間末からの浦上政宗と宗景兄弟の分裂において終始宗景に味方した股肱の臣であり、以後宗景に重臣として仕える。永禄11年（1568年）6月1日には備前の片上と浦伊部（いずれも現在の岡山県備前市内）の間で起こった境界争いの仲介を大田原長時・服部久家・日笠頼房・岡本氏秀・明石行雄と景能の6人が行っている（『来住家文書』）。この時、6人の重臣の中で浦上宗景からの偏諱と思しき「景」の字を拝領していたのは景能のみであり、またこの6人の筆頭に名前が載せられていたのが景能であった。
天正2年（1574年）から主君・宗景と宇喜多直家の対立が激化し、天神山城の戦いが開戦した際には宗景を支持し、情勢不利となっても宗景と共に天神山城に籠り交戦していたが、やがて抗い切れないと悟ると宗景を見限り景能も直家に寝返った。この時、『天神山記』では景能が「逆臣の長」として名前が挙げられている。

### 浦上残党との戦い
浦上領の大半を併呑した直家に仕えることとなった景能であったが、景能の領地は未だ宇喜多への臣従を拒み、美作国の実力者後藤勝基などと同盟して独立勢力と化した笹部勘次郎の茶臼山城にほど近く、緊張状態が続いていた。
天正5年（1577年）冬、美作で真木山長福寺の宗徒が嶺の外へと境を広げた時に後藤家臣の後藤左近・小坂田甚兵衛・難波与三右衛門が数百の兵を以って真木山を攻め立て宗徒を降伏させたが、この時に景能は美作の英田郡河井荘へ間者を送り占拠を狙ったので、この事に気付いた真木山の後藤の軍勢がすぐさま景能の間者の軍勢を攻め立て、延原方の勇士10数人、雑兵50人あまりを討ち敗走させた。この事件に関して景能は直家へ讒訴したが、直家から見て勝基は妹婿であるので行動を起こすことはなかった（『美作太平記』）。
しかし、天正6年（1578年）には勝基の家臣が花房職秀の所領を攻め取るという事件があった。更に同年にも笹部勘次郎も境界争いで景能と争った時に、笹部は鷺山城主・星賀光重に援軍を要請して、笹部・星賀軍に攻撃された景能は敗走した。延原・花房両家と浦上残党の対立はもはや限界に達しており、今度は両名揃って直家に後藤らの行いを進言すると直家も遂に後藤らを討つことを決意したが、この年は上月城の戦いがあって主力が出払っていたので、実際の出兵は翌年に持ち越された（『美作太平記』）。
天正7年（1579年）2月、景能は直家より兵を預けられ花房職秀と共に浦上残党掃討の大将となる（『備前軍記』）。まず備前の笹部勘次郎を討ち果たすと、そのまま美作へ兵を進めて星賀光重を討伐し、続けて江見市之丞の守る鷹巣城も3月中に攻略するなど快進撃が続いたが、後藤勝基の守る三星城だけは容易ならざると見て、岡山へと援軍を要請して三星に近い位置に勝間城を新たに築いた。その後、岡山から宇喜多詮家の軍勢が援軍として加わったが三星城の抵抗は激しく、途中景能自身も戦傷を負わされる局面もあったものの5月には三星城を攻略して勝基を自害に追い込んだ（『美作太平記』）。

### 戦死
浦上残党との戦いで大いに活躍した景能であったが、天正7年（1579年）中に宇喜多直家が毛利輝元を見限って織田信長と結んだ為、今度は毛利勢力との緊張が高まり始める。天正8年（1580年）、美作で毛利軍に小寺畑城・大寺畑城が攻略されるなど美作国内で宇喜多・毛利両家の争いが激化していた。この戦いの中で、毛利家臣の草刈景継が3月9日付けで毛利輝元へと出した書状によれば、先の戦で「延原弾正忠」を中村肥前守が討ち取った事が記されており、景能は美作における宇喜多・毛利の争いの中で命を落としたようである。
景能に子は無かったようで、景能存命中からも活動が見て取れる延原秀正（宇喜多土佐守）・家次（浮田土佐守）親子らに延原一族の実権は移ったようである。後世、「延原土佐守」と同一人物であるとの混同が見られるが前述のように「延原弾正忠」は天正8年（1580年）に戦死しており、それ以後も活動が見られる「延原土佐守」とは明確に別人である。